# Custom House (Londra)
La Custom House, sulla sponda nord del Tamigi nella City di Londra, è un edificio che in passato era utilizzato per la riscossione dei dazi doganali. Una dogana era presente nell'area sin dal XIV secolo e l'edificio sul sito attuale è stato più volte ricostruito. Oggi è utilizzato dall'Agenzia delle entrate e delle dogane di Sua Maestà. L'indirizzo è 20 Lower Thames Street, EC3. La Custom House è confinante con il lungo Tamigi di Sugar Quay a est e Old Billingsgate Market a ovest.

## Storia

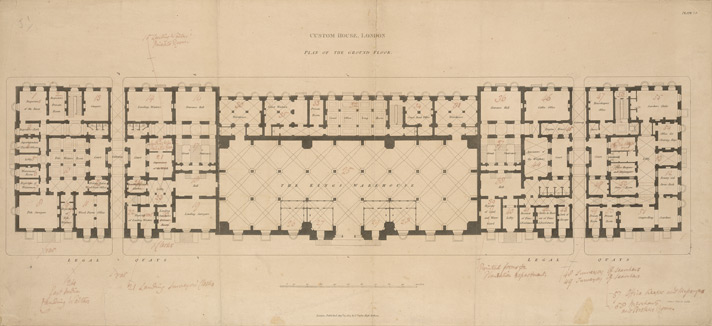
Pianta del piano terra, 1817

Fino al 1814, la Custom House si trovava a Sugar Quay, nella parrocchia di All Hallows Barking, immediatamente a est dell'attuale sito.
Il sito è stato a lungo conosciuto come "Wool Quay" e, dal periodo medievale, era necessaria una dogana per riscuotere il dazio da pagare sulla lana esportata. Tale edificio risultava già esistente nel 1377. La banchina e gli edifici su di essa erano di proprietà privata. Intorno al 1380, un certo John Churchman costruì una dogana per riscuotere le quote per la City di Londra, e nel 1382 la Corona giunse a un accordo per utilizzare le sue strutture.
La dogana di Churchman rimase in uso fino al 1559 e la proprietà passò attraverso varie mani. In sua sostituzione fu eretto un nuovo edificio sotto la direzione di William Paulet, marchese di Winchester, Lord High Treasurer. Una stampa del 1663 lo mostra come un edificio a tre piani, con torri scala ottagonali. Questa struttura fu distrutta nel Grande incendio del 1666.

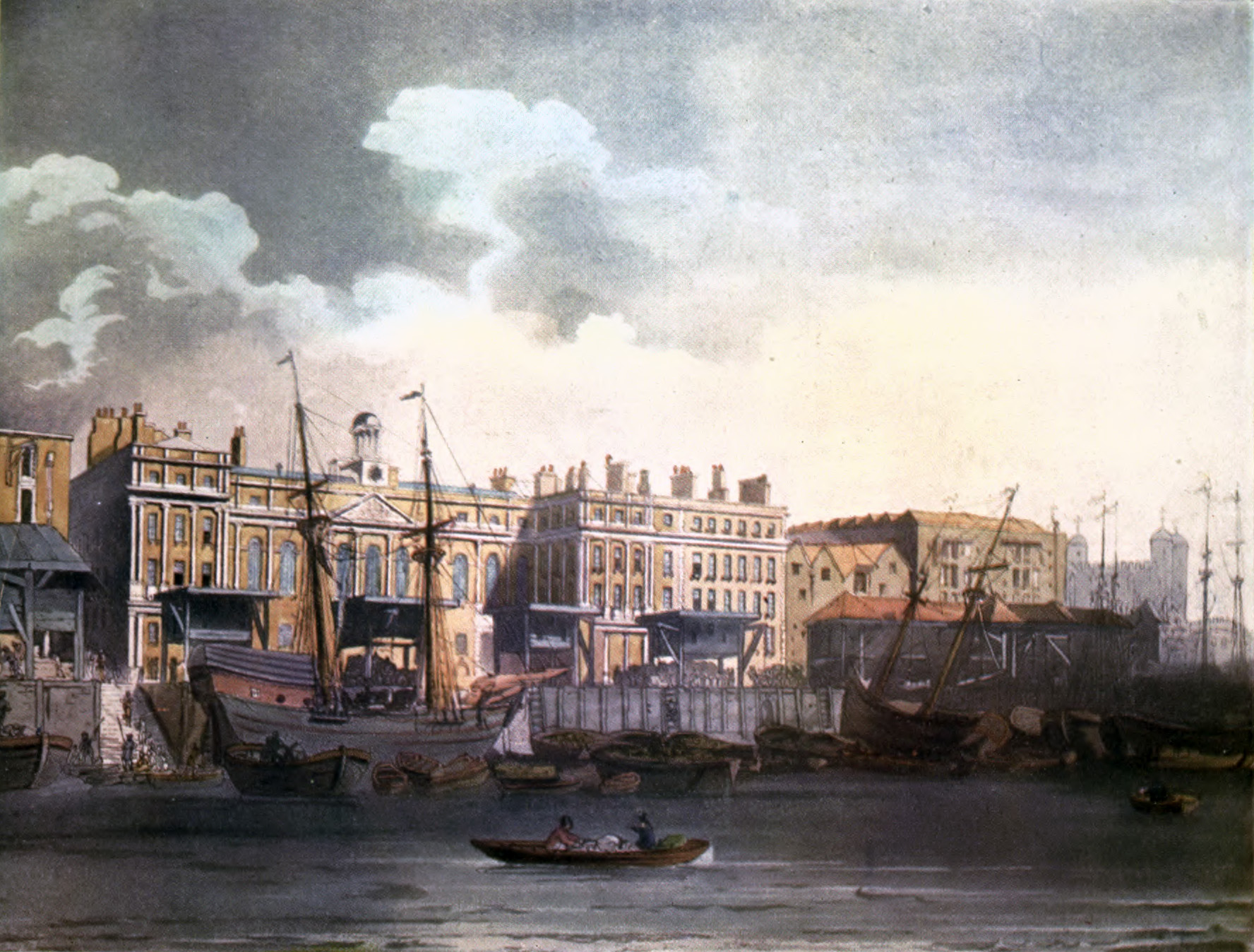
La Custom House progettata da Thomas Ripley

La ricostruzione post-incendio venne realizzata su scala piuttosto più ampia, su progetto di Christopher Wren. La stima originale era di £ 6.000, ma il costo finale raggiunse più di £ 10.000. La nuova costruzione ebbe vita breve: nel gennaio 1715 un incendio, divampato in una casa vicina, la danneggiò irreparabilmente, e venne costruita una nuova e più ampia struttura su progetto di Thomas Ripley, "Maestro Carpentiere" del consiglio di Dogana. Ciò rese necessaria l'acquisizione di un terreno a nord, di fronte a Thames Street, e ad est. Il corpo principale del nuovo edificio, tuttavia, aveva la stessa pianta di quello di Wren e potrebbe aver riutilizzato le fondamenta, ma era di tre piani anziché di due.

## Edificio attuale

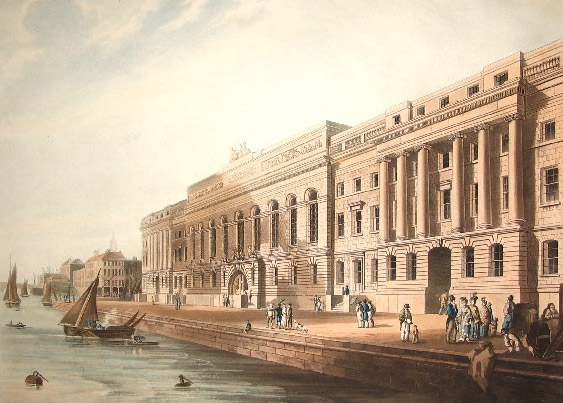
Custom House di Laing prima del crollo e ricostruzione della sezione centrale.

Con lo sviluppo dei commerci, l'apertura delle darsene, e l'aumento dei dazi durante le guerre napoleoniche, all'inizio dell'Ottocento, si resero necessari locali più ampi. Per soddisfare questa esigenza, nell'ottobre 1813, fu iniziato un nuovo edificio su progetto di David Laing, su un sito immediatamente a ovest dell'edificio di Ripley, dove un tempo erano state Bear Quay, Crown Quay, Dice Quay e Horner's Quay. Laing aveva ricoperto la carica di geometra per HM Customs dal 1810. Il 12 febbraio 1814 il vecchio edificio fu distrutto da un incendio, provocando l'esplosione di polvere da sparo e alcolici. Di conseguenza, i documenti vennero recuperati fino a Hackney Marshes.
Il prospetto settentrionale del nuovo edificio di Laing era semplice, ma quello meridionale verso il fiume aveva ali con colonnati ionici e una sezione centrale sporgente. Il piano attico di quest'ultimo era decorato con figure in terracotta in bassorilievo di John Charles Felix Rossi e J.G. Bubb rappresentanti le arti e le scienze, il commercio e l'industria, e gli abitanti di vari paesi del mondo. Un quadrante dell'orologio, di circa 3 metri di diametro, era sostenuto da figure colossali che simboleggiavano l'Industria e l'Abbondanza, e le armi reali da figure dell'Oceano e del Commercio. L'edificio costò £ 255.000.

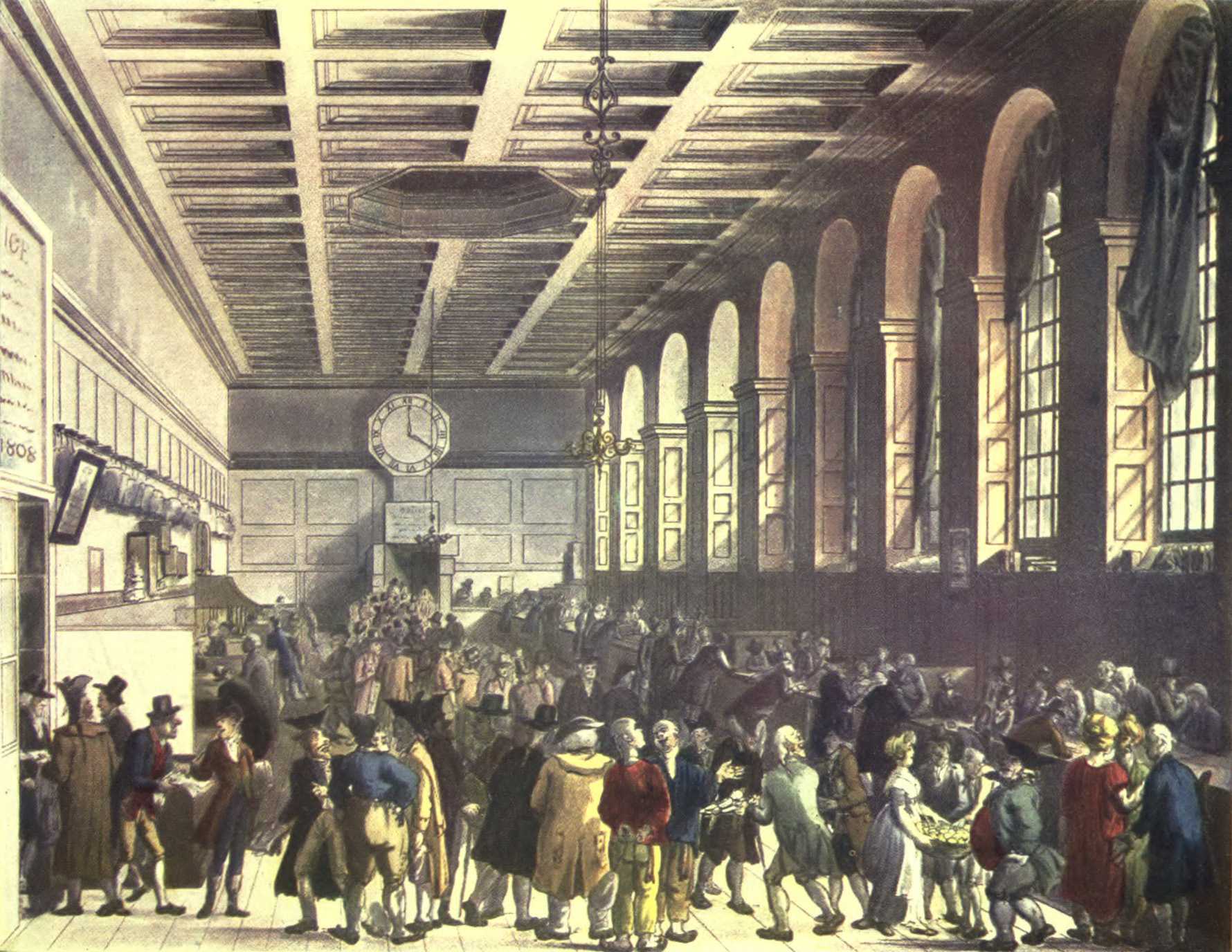
La sala lunga nella dogana di Laing (1808)

Come originariamente costruito, l'interno conteneva magazzini, cantine, circa 170 uffici e una "sala lunga", di 57 per 20 metri. Al piano terra si trovava il "Magazzino della Regina", con soffitto a volte a crociera. Le cantine al piano interrato erano ignifughe e utilizzate per conservare vino e liquori sequestrati dalla dogana.

### Collasso parziale
Nel 1825 le palafitte in legno che servivano da fondamenta per la dogana cedettero, provocando un parziale crollo dell'edificio.
Indagando, divenne presto chiaro che gli imprenditori edili Miles e Peto avevano grossolanamente sottovalutato il costo del lavoro e avevano iniziato a tagliare. Le fondamenta erano del tutto inadeguate, anche se il terreno era noto per essere instabile. Mile e Peto avevano usato nelle fondamenta pali di faggio piuttosto che la quercia che era stata specificata per contrastare l'alternanza di umido e secco, e dove i progetti originali prevedevano nove pali sotto i dodici piloni che sostenevano la Sala Lunga, ne avevano messi solo quattro sotto alcuni e tre sotto altri, con solo due pile sotto due dei moli. I pali erano anche troppo stretti e così storti che era impossibile sistemarli correttamente.

### Ricostruzione

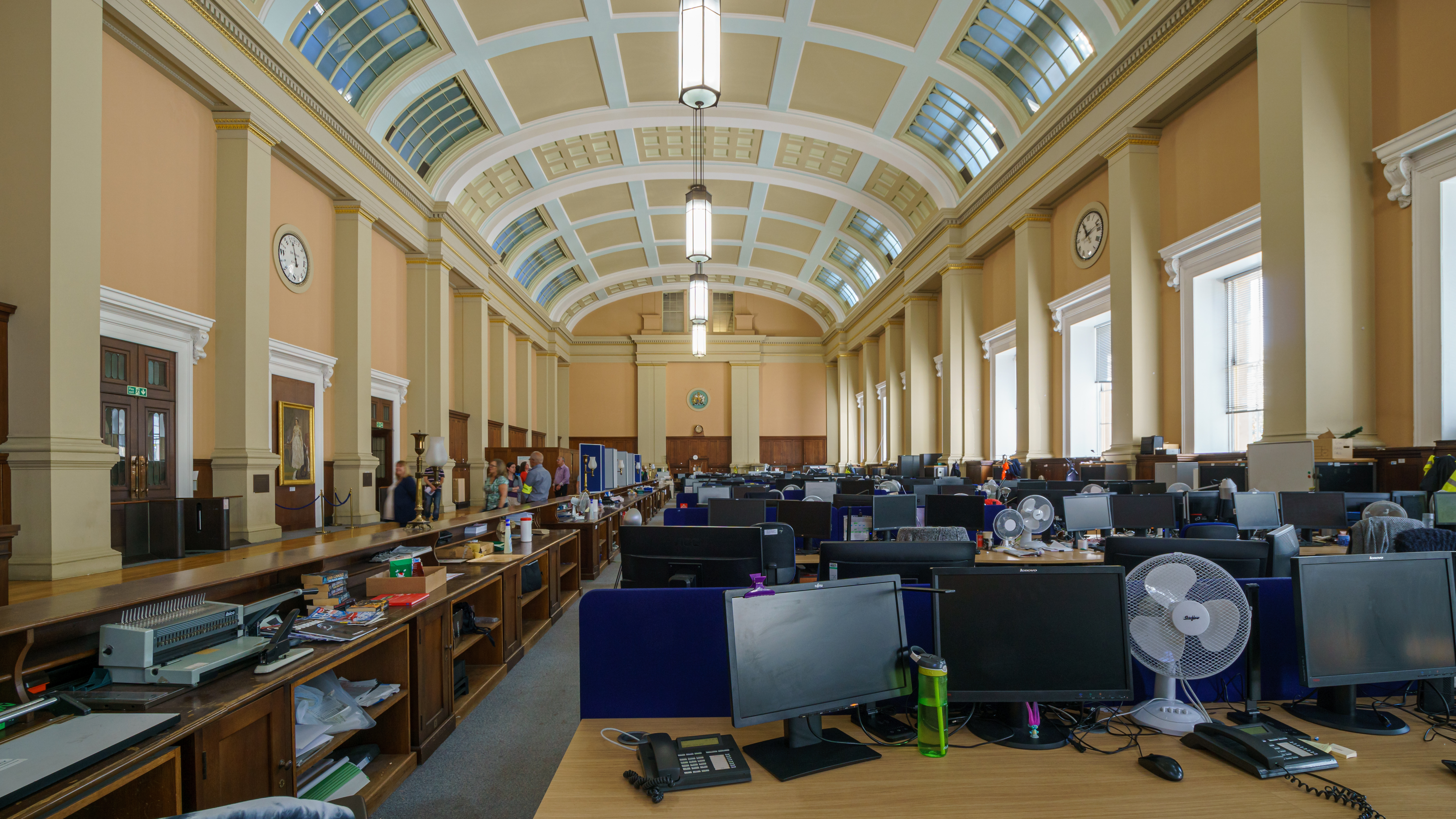
La sala lunga

La sezione centrale venne ricostruita su nuove fondamenta, su un nuovo progetto con colonne ioniche di Robert Smirke, al costo di £ 180.000. Gli elementi scultorei erano di William Grinsell Nicholl e costarono £ 80.

### Danni della seconda guerra mondiale
Durante la Battaglia d'Inghilterra, l'ala est dell'edificio fu distrutta. All'inizio degli anni 1960 l'ala venne ricostruita in stile contemporaneo dietro una facciata storica ricreata.

## Proposta di vendita
Dal 2020 l'edificio era ancora utilizzato dall'Agenzia delle entrate e delle dogane di Sua Maestà; tuttavia, il governo aveva annunciato la sua proposta di chiusura e vendita nel 2018. Nel 2020 sono state pubblicate le proposte per la trasformazione dell'edificio in albergo.